# يارآباد (مقاطعة دلفان)
يارآباد (بالفارسية: یارآباد) هي قرية تقع في قسم ميربغ الجنوبي الريفي (مقاطعة دلفان) في إيران.